# Fédération du scoutisme français
 (février 2010).
Si vous disposez d'ouvrages ou d'articles de référence ou si vous connaissez des sites web de qualité traitant du thème abordé ici, merci de compléter l'article en donnant les références utiles à sa vérifiabilité et en les liant à la section « Notes et références ».
La Fédération du scoutisme français fédère six des principaux mouvements de scoutisme en France. Cette fédération est membre fondateur de l’Organisation mondiale du mouvement scout (OMMS) et de l’Association mondiale des guides et éclaireuses (AMGE), et participe à leurs programmes et activités.
Elle est un partenaire important de l’administration française pour l’élaboration des formations et des réglementations des camps et activités de scoutisme. Elle organise des stages fédéraux de formation de formateurs ainsi que des sessions BAFD, favorise l'organisation de camps communs entre jeunes issus des différentes associations de scoutisme ainsi que la participation aux rassemblements scouts européens et internationaux.

## Organisation
Six mouvements appartiennent à la Fédération du scoutisme Français :
- les Éclaireuses Éclaireurs de France (EEDF), laïques
- les Éclaireuses et Éclaireurs unionistes de France (EEUdF), protestants
- les Éclaireuses et éclaireurs israélites de France (EEIF), juifs
- les Scouts et Guides de France (SGDF), catholiques
- les Scouts musulmans de France (SMF), musulmans
- les Éclaireuses et éclaireurs de la nature (EDLN), d'inspiration bouddhiste

Le Scoutisme français rassemble plus de 110 000 jeunes et responsables autour d’une proposition éducative porteuse de valeurs citoyennes, solidaires et spirituelles. En tant qu’associations de jeunesse et d’éducation populaire, ces mouvements sont agréés par le Ministère de la Jeunesse et des Sports, et les EEDF, EEUdF, EEIF et SGDF sont reconnus d’utilité publique. L'actuelle présidence du Scoutisme français est assurée par Franck Chekroun, des EEIF.
Ces six associations se veulent représentatives de la société nationale, tant par leurs origines que par les valeurs qu’elles transmettent. Elles s'enracinent dans une histoire commune, notamment une solidarité forgée dans la lutte contre l'occupant lors de la Seconde Guerre mondiale (à l'exception des SMF et des EDLN, fondés plus tard).
Lors de l'année du centenaire du scoutisme en 2007, une réflexion discrète s'est engagée entre les membres de la fédération pour actualiser les statuts et pratiques afin de prendre en compte les réalités du scoutisme en France et établir le périmètre d'un éventuel dialogue avec d'autres mouvements scouts, et notamment les quatre autres mouvements agréés par les pouvoirs publics, à savoir l'Association des Guides et Scouts d'Europe (AGSE), les Éclaireurs neutres de France (ENF), la Fédération des Éclaireuses et Éclaireurs (FEE) et les Scouts unitaires de France (SUF). Une déclaration du 24 mai 2012 officialise ces contacts du SF avec les quatre mouvements scouts agréés par le ministère de la jeunesse et sports.
En août 2016, la fédération organise le « Roverway », rencontre de 5 000 scouts de 16 à 22 ans, venus de 19 pays.

## Repères historiques

### Aux sources du scoutisme français (avant 1914)
Nicolas Benoit est avec Georges Bertier et Pierre de Coubertin l’un des promoteurs du scoutisme en France, à la suite de l'enquête qu'il mène en Grande-Bretagne, berceau du mouvement scout. De par sa notoriété, Pierre de Coubertin, rénovateur des Jeux olympiques modernes, joue un rôle important dans l'introduction en France du scoutisme, qu'il considère, au même titre que le sport, comme un « moyen de régénération de la jeunesse ».
Trois associations de scoutisme sont rapidement créées en France :
- les Éclaireurs français (EF) avec Pierre de Coubertin.
- les Éclaireurs de France (EDF) avec Nicolas Benoit et Georges Bertier.
- les Éclaireurs Unionistes (EU) avec Samuel Williamson.

La désunion provient notamment de la volonté plus ou moins forte de se démarquer du scoutisme anglais, et le choix fait par les Éclaireurs Unionistes (EU) de puiser leurs sources directement dans l'Évangile. Les EU n'en restent pas moins de proches partenaires des Éclaireurs de France (EDF), notamment à partir de 1923 avec les camps-écoles communs aux chefs EDF et EU encadrés en commun ou à tour de rôle à Cappy. Ils tiennent également une revue commune.

### Premières années du scoutisme (de 1920 à 1939)
Les réalités culturelles et religieuses françaises ne permettent pas la création d'un mouvement scout unifié comme dans la plupart des pays de tradition anglo-saxonne, où une association unique de scoutisme est ouverte à toutes les orientations religieuses (« interdenominational »). Entre 1911 et 1923, sept associations scoutes sont créées en France :
- les Éclaireurs français (EF), Éclaireurs de France (EDF) et Éclaireurs unionistes (EU) en 1911 ;
- les Scouts de France (SDF) en 1920 ;
- la Fédération française des éclaireuses (FFE) en 1921 ;
- les Éclaireurs israélites de France (EIF) et les Guides de France (GDF) en 1923.

Tandis que les associations scoutes masculines se forment selon des clivages religieux, la Fédération française des éclaireuses va constituer un mouvement original avec ses trois sections : neutre, israélite et unioniste (protestant). Ce mouvement reste une expérience unique dans le paysage associatif français et un témoignage que d’autres chemins sont possibles.
L'ouverture d'esprit de la Fédération française des éclaireuses et la prise en compte des réalités communautaires permettent par exemple aux éclaireuses israélites d'être acceptées dès 1928 au sein de la FFE et créer la section "I" (Israélite), tout en étant membres des EIF, partageant groupes locaux et formations.

#### Importance de la formation
Le premier camp de formation scoute est organisé en France en 1921 à La Croix-Saint-Ouen, sur les bords de l'Oise en forêt de Compiègne, avec les chefs des EDF et des EUF, mais aussi le prêtre Jacques Sevin, un des fondateurs des SDF. Ce premier camp reçoit la visite de Robert Baden-Powell, fondateur du scoutisme. Ce camp de formation est ouvert aux jeunes garçons, scouts ou non, et se propose de les initier au scoutisme. Un premier camp regroupe du 30 juillet au 6 août des chefs des trois mouvements pour mieux faire connaissance et préparer ensemble les trois camps de formation qui suivent : du 8 au 18 août pour les Éclaireurs Unionistes, du 20 au 30 août pour les Éclaireurs de France, et du 1er au 10 septembre pour les Scouts de France.
Le camp de La Croix-Saint-Ouen fait apparaître l'importance de la formation des chefs scouts dans le développement du mouvement scout en France. Cette priorité à la formation scoute se traduit par la création de deux centres de formation scoute dès 1923 : Cappy (Oise) pour les EDF, EUF, puis EIF, et Chamarande (Essonne) pour les SDF. En 1933, les EIF installent à leur tour leur propre centre de formation à la Chapelle-en-Serval (Oise).

#### Création de l’Organisation mondiale du mouvement scout
En 1922, le congrès scout mondial organisé à l'initiative de Baden-Powell à la Sorbonne à Paris fonde les bases de ce qui deviendra plus tard l’Organisation mondiale du mouvement scout (OMMS) : une organisation mondiale de jeunesse œuvrant pour la paix et la fraternité entre les hommes après les horreurs de la Première Guerre mondiale, aux idéaux proches de ceux de la Société des Nations. Les scouts français participent activement aux jamborees, grands rendez-vous de cette internationale pacifique et joyeuse de la jeunesse.
Deux organismes de concertation sont créés en 1923 pour assurer une représentation commune des scouts français au sein du scoutisme mondial :
- le Bureau interfédéral français (BIF) - pour le scoutisme masculin - regroupe les Éclaireurs de France (EDF), Éclaireurs unionistes (EUF) et Scouts de France (SDF) ;
- le Comité de Liaison - pour le scoutisme féminin - regroupe la Fédération Française des Éclaireuses (FFE) et les Guides de France (GDF).

En 1939, les Éclaireurs israélites de France sont officiellement admis au sein du Bureau interfédéral du scoutisme (BIF), après avoir été refusés par deux fois : en 1928 et 1937, à la différence des éclaireuses israélites accueillies dès 1928 au sein de la Fédération française des éclaireuses (FFE).

### Scoutisme français de 1940 à 1945

#### Création de la fédération
Après la défaite militaire du printemps 1940, le Bureau Inter-Fédéral du scoutisme (BIF) réunit le 5 août 1940 à Vichy les directions des différents mouvements pour étudier les conditions d'un rapprochement des associations scoutes sur la base de l’équivalence des formations de cadres et des pratiques pédagogiques, chaque association conservant sa ligne spirituelle.
Historiquement, les relations entre EDF et SDF, pour qui le scoutisme ne peut être que religieux, sont difficiles. Les conditions nationales de 1940 obligent pourtant les mouvements à plus d'entraide et de solidarités au service de la jeunesse de France, et un camp de chefs est prévu en septembre 1940 pour travailler à la création du Scoutisme Français. Ce camp de chefs se déroule au château de l'Oradou près de Clermont-Ferrand, du 24 au 26 septembre 1940. La Charte de l’Oradou définit les rapports entre les associations. Le dépôt des statuts de la fédération "Le Scoutisme Français" est effectué le 24 décembre 1940 à la sous-préfecture de La Palisse.

#### Éclaireurs Israélites de France pendant la guerre: clandestinité et résistance
- 29 novembre 1941 : par une loi du gouvernement de Vichy, le mouvement des Éclaireurs Israélites de France est dissous comme toutes les organisations juives non cultuelles. Le président du Scoutisme Français, le Général Lafont, obtient des autorités vichyssoises que les E.I.F., bien que ne faisant plus officiellement partie du Scoutisme Français, puissent continuer leurs activités scoutes sous le contrôle du Scoutisme Français. Bravant la dissolution, dix chantiers ruraux EI réunissent 300 "défricheurs".
- Septembre 1942 : Création de la "Sixième", organisation clandestine de sécurité, d'auto-défense, de planquage et de fabrication de faux papiers. Elle sauvera des jeunes juifs par milliers. Le nom "Sixième" s'explique par la présence de cinq grandes unités EIF : la "Sixième" est donc la dernière unité, clandestine et secrète.
- 5 janvier 1943 : Par un simple courrier adressé au directeur de l'UGIF, Darquier de Pellepoix, commissaire général aux questions juives, ordonne "d'assurer une dissolution effective et immédiate des EIF et d'interdire leur regroupement sous une forme quelconque" (en gras : souligné dans le document original). Cette dissolution ne fait qu’accélérer le passage de ce mouvement à la clandestinité (2). Samy Klein, Aumônier de la Jeunesse, est fusillé parmi d'autres. 110 chefs et commissaires ne reviendront pas de déportation ou tomberont dans les combats de la Libération (3).
- Mars 1944 : Le 7e Conseil National de Die interrompt ses travaux pour fuir dans le maquis, pourchassé par les Allemands.
- Aînés et chefs se regroupent dans le maquis de la Montagne Noire (4) dans le Tarn. Robert Gamzon (totémisé Castor Soucieux), créateur des EIF, prend le commandement de la Compagnie Marc Haguenau (Secrétaire Général du mouvement fusillé par les Allemands). Gilbert Bloch et huit autres de ses camarades sont tués lors de l'attaque du maquis le 8 août 1944. La Compagnie participe à la libération de Mazamet et de Castres, est intégrée à la Première Armée et prend part, jusqu'au Lac de Constance, aux combats de la Libération.

#### Scoutisme français et État français
Le régime de Vichy entend faire du scoutisme un pilier de sa politique de jeunesse. Cette intégration accorde au scoutisme une audience et des moyens inédits. Le Scoutisme Français est le premier mouvement de jeunesse agréé le 24 juillet 1941.
Fondée sur l’ambivalence du retour à une société d’autorité, elle n’empêche pas un décrochage progressif vis-à-vis du régime, entamé dans la seconde moitié de 1942. Les contacts se nouent courant 1943 avec le futurs membres du Gouvernement provisoire[réf. nécessaire] installé à Alger, qui possède sa politique éducative. L'agrément est retiré à la fédération en juin 1943.

##### Scoutisme français etFrance libre
En mars 1943, est décidée la fusion du Scoutisme Français en Angleterre (les Éclaireurs français en Grande-Bretagne créés en 1940, dont le Général de Gaulle est le président d'honneur) avec celui d'Afrique. C'est le Médecin Général Adolphe Sicé, rallié dès 1940 à la France Libre au Cameroun et l'un des artisans du ralliement de la colonie au Général de Gaulle, qui en prend la direction. Adolphe Sicé fait partie du mouvement des éclaireurs unionistes. Un Conseil d'Empire du Scoutisme Français est alors créé à Alger, capitale de la France Libre.
C'est à Alger que le Scoutisme Français écrit la réglementation des activités de jeunesse qui est toujours en vigueur. L'ordonnance du 2 octobre 1943 qui fonde jusqu'à aujourd'hui la base légale des activités des mouvements de jeunesse est en effet largement écrite par Pierre de Chelles, commissaire des Éclaireurs unionistes, nommé en mars 1943 responsable du Scoutisme français pour toute l’Afrique du Nord.
En novembre 1944 et malgré l’hostilité de l’administration, le collège algérien du Scoutisme Français accueille les Scouts Musulmans Algériens (SMA) en son sein. En mai 1945, cette participation est remise en cause après les massacres de Sétif, dont les SMA sont accusés d'être complices ; la direction du SF tient bon.
À la Libération, le Scoutisme Français est considéré comme un partenaire du jeune ministère de la Jeunesse et des Sports.

### Scoutisme français depuis 1945

#### Années fédérales
À sa création et jusqu'au début des années 1960, le Scoutisme français joue un rôle dynamique et fédérateur ; les programmes et pratiques scouts des différents mouvements sont très proches, ce qui facilite le travail en commun et permet des échanges fructueux.
En 1947, dans une période de restrictions et grâce à une mobilisation exceptionnelle de tous les acteurs concernés mais aussi avec une aide importante de l'état, le Scoutisme Français est ainsi capable d'organiser le Jamboree mondial de 1947 à Moisson près de Paris, dit "Jamboree de la Paix", qui rassemble des scouts du monde entier après des années de guerre et d'interdictions.
À l’époque, il existe des programmes, pratiques et uniformes normalisés, des unités fédérales et des structures facilitant la pratique en commun de certaines activités comme les collèges locaux, les unités communes (dites fédérales) dans les écoles militaires, dans certains pays lointains ou dans la zone française d'occupation en Allemagne.
Le Scoutisme français œuvre au service de l'enfance défavorisée (handicapés physiques, mentaux et jeunes prédélinquants). Dès 1947, des sessions de formations de chefs inter-mouvements ont lieu sur ce thème à Marly-le-Roi. Jusqu'au début des années 1960, le Scoutisme Français organise à Paris les conférences du Méridien à l'initiative d'Henri Joubrel, commissaire EDF à l'enfance défavorisée.
En Algérie, le 20 novembre 1954 (trois semaines après le début de la guerre d’Algérie), une lettre ouverte au gouverneur général d'Algérie, signée par le Scoutisme Français et quinze autres mouvements de jeunesse, dénonce la situation d'oppression. Cette lettre provoque un véritable scandale[réf. nécessaire].
Au début des années 1970, les scouts d'Europe demandent à rejoindre la fédération qui refuse leur demande d'adhésion le 5 mars 1974, au motif que ceux-ci refusent l'athéisme et la mixité. Dans les années 1990, La demande d'adhésion des Scouts Unitaires de France est également refusée, le 29 décembre 1995, la fédération considérant les Scouts unitaires de France "figés".

#### Tradition, évolution, révolution: les choix des associations
Les rénovations pédagogiques initiées dans les années 1960-1970, non concertées entre les différents mouvements scouts, entraînent un repli sur les programmes et pratiques des associations au détriment d'une pratique fédérale, commune et partageable. C'est notamment le choix de la coéducation entre filles et garçons et la création de propositions pédagogiques spécifiques aux adolescents.
La Fédération française de éclaireuses (FFE) s'auto-dissout en 1964 ; sa section neutre va avec les EDF former les Éclaireuses éclaireurs de France (EEDF), la section israélite rejoint les EIF en 1969 pour créer les Éclaireuses et éclaireurs israélites de France (EEIF) et la section unioniste (protestante) se fédère en 1970 avec les EUF pour créer la FEEUF (devenue EEUdf).
Ces innovations pédagogiques ne sont pas acceptées par certains ; des mouvements scouts se développent qui entendent rester fidèles à la méthode scoute d'origine : distinction éducative et matérielle des unités de filles et de garçons, maintien d'une branche éclaireur unitaire permettant une véritable autonomie et vie d'équipes de jeunes âgés de 12 à 17 ans (l'autonomie est moindre avec des équipes de jeunes âgés de 12 à 14 ans dans les "propositions" pour préadolescents séparées des propositions pour les adolescents).
Il est intéressant de souligner que dans d'autres pays (notamment chez les scouts américains), les différentes propositions pédagogiques cohabitent et se complètent, enrichissant l'offre faite aux jeunes et à leurs familles par le mouvement scout.

#### Création des Scouts musulmans de France
Le 9 février 1991, en pleine guerre du Golfe, les Scouts de France et les Scouts musulmans de France, sous l’impulsion du Cheïkh Khaled Bentounés, signent un protocole de partenariat en présence des représentants des régions arabe et européenne de l’OMMS. En février 1992, le Scoutisme Français accueille les Scouts Musulmans de France comme membres associés, puis comme membres à part entière le 1er janvier 1994, ce qui permet aux SMF d'être membres à la fois de l‘OMMS et de l’AMGE.
Le 10 août 1992, les Scouts Musulmans de France obtiennent leur agrément en tant qu'association nationale de jeunesse et d’éducation populaire. Les SMF tirent leur origine des réflexions et pratiques d’animation et de formation de la jeunesse de culture musulmane par des croyants, engagés dans une action éducative.

#### Fusion des Scouts et Guides de France
En 2004, les Scouts de France et les Guides de France fusionnent dans un même mouvement : les Scouts et Guides de France (SGDF).

#### Intégration des Éclaireuse éclaireurs de la nature
Le 23 avril 2017, les Éclaireuses et éclaireurs de la nature (proches du bouddhisme) ont été intégrés au Scoutisme Français faisant d'eux le sixième mouvement reconnu par la Fédération du Scoutisme Français.

### Vie actuelle
Le Scoutisme fédéral a évolué depuis les années 1950 et ne réunit plus les jeunes dans des actions, camps ou unités spécifiques. Aujourd'hui, une des associations membres peut inviter les autres associations à participer à l'un de ses projets ou programmes sans créer de structures particulières. Une action fédérale ne réunit pas obligatoirement l'ensemble des membres du Scoutisme français mais seulement celles intéressés par le projet ou le programme proposé (exemples : commission marine, brevet scouts du monde, etc.).
La fédération du Scoutisme français met aujourd'hui l'accent sur la valorisation et la protection réglementaire du périmètre éducatif des pratiques de scoutisme. Elle est partenaire de l'administration française en matière d'élaboration des formations et des règlementations des camps et activités de scoutisme. Elle a par ailleurs accepté la création de la Commission nationale du scoutisme marin qui réunit les associations scoutes ayant une proposition de scoutisme marin, qu'elles soient membres ou non du Scoutisme Français.
L'année du centenaire du scoutisme en 2007 avait été marquée par des tiraillements entre les membres de la fédération. Une réflexion s'était engagée ensuite pour actualiser les statuts et pratiques afin de prendre en compte les réalités du scoutisme en France et définir le périmètre d'un éventuel dialogue à ouvrir avec d'autres mouvements scouts, et notamment avec les quatre autres mouvements de scoutisme agréés par les pouvoirs publics, à savoir l'association des guides et scouts d'Europe (AGSE), les éclaireurs neutres de France (ENF), la fédération des éclaireuses et éclaireurs (FEE) et les scouts unitaires de France (SUF). La Déclaration du 24 mai 2012 parait marquer un pas timide vers cette direction tandis que la fédération étudie également l'accueil d'une association bouddhiste.
Elle promeut actuellement[Quand ?] le dispositif Vis mon camp auprès de ses membres, qui consiste à organiser le temps d'un week-end ou d'un camp, la rencontre entre des enfants issus de plusieurs associations de scoutisme. L'objectif est de favoriser le partage et le dialogue autour des points communs et des différences de pratiques et de sensibilité des différents mouvements scouts membres du S.F.

## Insigne du Scoutisme français

Les six associations membres du SF utilisent sur leur tenue scoute et dans leur communication un insigne commun. Cet insigne combine trois symboles, valorisant la fraternité mondiale scoute et guide :
- à gauche, la fleur-de-lys, logo de l'Organisation mondiale du mouvement scout ;
- au centre, le logo tricolore du Scoutisme français, combinant une fleur-de-lys et un trèfle orné des lettres S et F ;
- à droite, le trèfle, logo de l'Association mondiale des guides et éclaireuses.